# Алексеев, Игорь Сергеевич
Игорь Сергеевич Алексеев (род. 23 апреля 1986, г.Киев) — украинский политик и юрист. Народный депутат Украины 8-го созыва. Член политического совета партии «Народный фронт». С мая по ноябрь 2014 года был заместителем Министра юстиции Украины — руководитель аппарата.
25 декабря 2018 года включён в санкционный список России.

## Образование
Среднее образование — школа № 179 в г. Киев. 

После школы поступил в Киевский национальный университет им. Тараса Шевченко, специальность -«Правоведение». Окончил университет с отличием. Имеет образовательно-квалификационный уровень магистра правоведения.

## Трудовая деятельность
- Апрель 2009 — август 2010 — научный сотрудник отдела планирования, регистрации, учёта и экспертизы научно-исследовательских работ и диссертаций; научный сотрудник научного отдела правовых проблем таможенного дела Государственного научно-исследовательского института таможенного дела в г. Киев.
- Ноябрь 2010 — декабрь 2012 — юрист ТсОВ "«Адвокатская компания „МЛГруп“», г. Киев.
- 2012 го — кандидат в народные депутаты от партии ВО «Батькивщина» (№ 187 в избирательных списках).
- Декабрь 2012 — март 2014 — помощник-консультант народного депутата Украины Павла Петренко, г. Киев.
- Март — май 2014 — Глава Государственной регистрационной службы Украины, г. Киев.
- С мая 2014 по ноябрь 2014 — заместитель Министра юстиций Украины — руководитель аппарата.
- На внеочередных выборах в Верховную раду Украины в 2014 году выбран народным депутатом Украины по партийному списку (№ 60) от партии «Народный фронт».

## Личная жизнь
Женат. Супруга — юрист, специалист в области медиации в уголовном процессе Украины, доктор юридических наук, заслуженный юрист Украины, заместитель директора Киевского научно-исследовательского института судебных экспертиз Министерства юстиции Украины.